# Centre d'étude des graphiques politiques
Le Centre d'étude des graphiques politiques ( CSPG ) est un centre d'archives éducatif et de recherche à but non lucratif qui collecte, préserve, documente et fait circuler des affiches politiques nationales et internationales relatives à des mouvements historiques et contemporains de changement social. Depuis sa base à Los Angeles, en Californie, le CSPG organise des expositions itinérantes, des conférences et des ateliers, et publie du matériel éducatif. Le site web héberge également des expositions virtuelles.

## Carol A. Wells, fondatrice
Le CSPG a été fondé en 1989 par Carol Wells. Wells est impliquée dans la justice sociale depuis le lycée lorsqu'elle a découvert le pouvoir des affiches politiques lorsqu'un professeur de l'UCLA l'a engagée pour se rendre au Nicaragua en 1981 afin de collecter des affiches pour lui, après l'arrivée au pouvoir des sandinistes. Elle a dit: « J'ai littéralement eu cette attitude dédaigneuse à l'égard des affiches qui, une fois que j'en ai réalisé l'importance, m'a déplu chez d'autres personnes ». Elle est titulaire d'une licence en histoire et d'une maîtrise en histoire de l'art de l'UCLA. Elle a enseigné l'histoire de l'art et de l'architecture pendant treize ans à la California State University, Fullerton. Elle a également servi de mentore pour le programme Creative Action à l'Otis College of Art and Design, enseignant aux étudiants le pouvoir de l'art d'apporter des changements. Depuis 1981, Wells collectionne des affiches qui défendent les droits civils.

## À propos des archives
Les archives du CSPG contiennent actuellement plus de 85 000 affiches et possèdent la plus grande collection d'affiches de justice sociale de l'après Seconde Guerre mondiale aux États-Unis et la deuxième au monde. Les médias et techniques représentés incluent l'offset, la lithographie, la linogravure, la gravure sur bois, la sérigraphie, le pochoir et la photocopie. Tous les tirages sont catalogués pour aider la recherche. Le CSPG prête également des tirages à d'autres institutions pour les exposer. Des parties de la collection sont disponibles via les archives en ligne de Californie, une initiative de la California Digital Library.
Un article paru dans le LA Weekly en 2015 a déclaré : « Des affiches de protestation de toutes sortes sont conservées dans les archives du centre, ainsi que des milliers d'autocollants de pare-chocs et de boutons politiques. En ligne, sur le site politicalgraphics.org, le centre présente une affiche de la semaine, comme celle qui commémore le 50e anniversaire de l'assassinat de Malcolm X ». Carol Wells, fondatrice du CSPG, a également été interviewée dans l'émission Morning Edition de NPR le 13 mars 1996 à propos de l'exposition « Decade of Protest » qui s'est tenue au siège de l'Union européenne à Los Angeles Contemporary Exhibitions
Le CSPG dépend des dons d'affiches pour rendre cette ressource aussi représentative que possible des nombreuses luttes historiques et actuelles. Le CSPG a également reçu des subventions du Getty Trust, Los Angeles County Arts Commission, Département des affaires culturelles (ville de Los Angeles), Fondation David Geffen, The James Irvine Foundation, parmi beaucoup d'autres.
Une collecte de fonds organisée chaque année s'intitule « Célébrer l'art de la résistance ». Trois distinctions sont décernées chaque année : prix Aris et Carolyn Anagnos pour la culture de la libération, prix Art as a Hammer et prix Historien des Lions[réf. souhaitée].

## Expositions
À la suite du Great American Boycott de 2006, le CSPG a organisé une exposition sur le thème du travail. Au cours des dix-sept dernières années, les expositions CSPG ont créé des expositions itinérantes dans plus de 280 lieux à travers le monde. Ils sont montés dans diverses galeries institutions, et sont accompagnés de traductions. Les guides d'exposition sont généralement publiés et contiennent d'excellents textes scientifiques sur les sujets traités. Les expositions itinérantes du CSPG (disponibles à la location) sont présentées dans une perspective pluridisciplinaire et multiculturelle, et tendent à se concentrer sur des questions d'actualité. Par exemple, à la mort de Ronald Reagan, le CSPG a monté une exposition d'affiches anti-Reagan.
« Art Against Empire: Graphic Responses to US Interventions Since World War II » a été exposé aux expositions contemporaines de Los Angeles en 2010.
En 1994, « All Power to the People » a présenté des affiches de protestation produites pendant l'apogée du Black Panther Party, à la bibliothèque d'études sociales et de recherche de Californie du Sud.
Parmi les autres expositions, figure « Too Hot To Handle Graphics » sur le réchauffement de la planète, la pollution et la justice climatique. Ce projet a été financé en partie par le département des affaires culturelles de la ville de Los Angeles et le Conseil des arts de Californie ; « Reclaiming the F-Word : Posters on International Feminism(s) », ; et « Globalize This ! International Graphics of Resistance ! ».